# 中舞鶴線

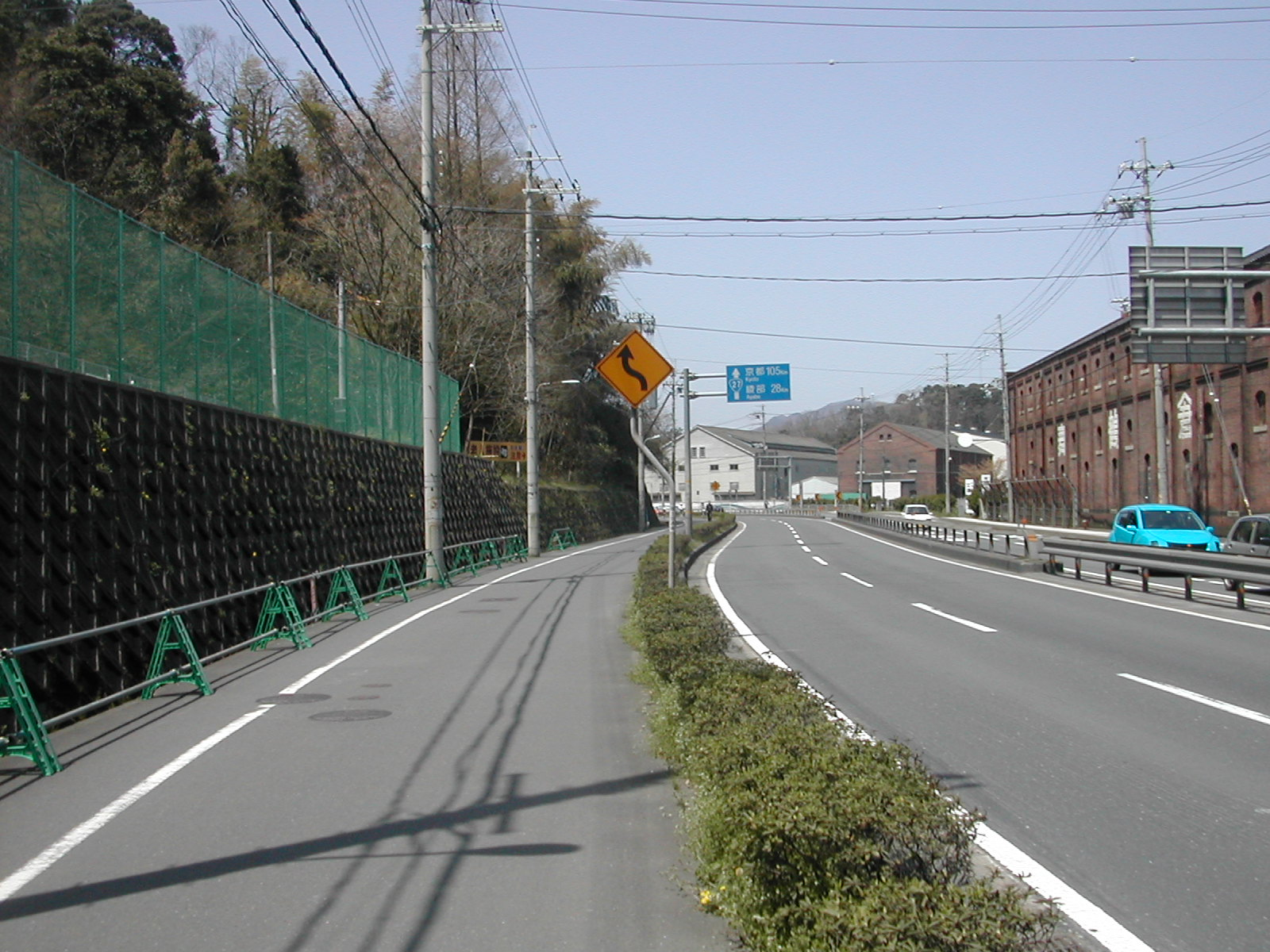
中舞鶴線跡。国道27号線と並行する路線であった。

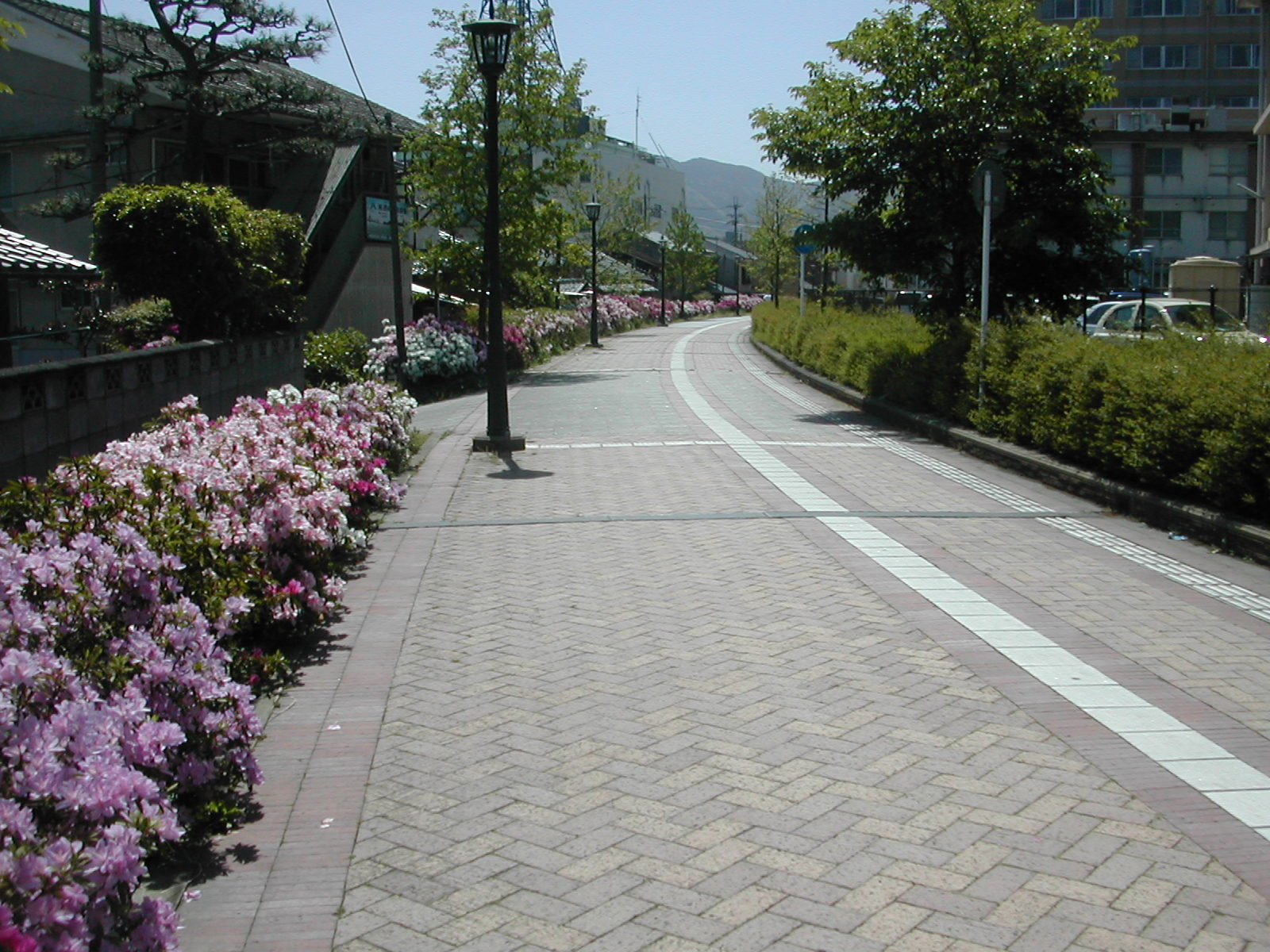
中舞鶴線跡地には遊歩道が整備されている。

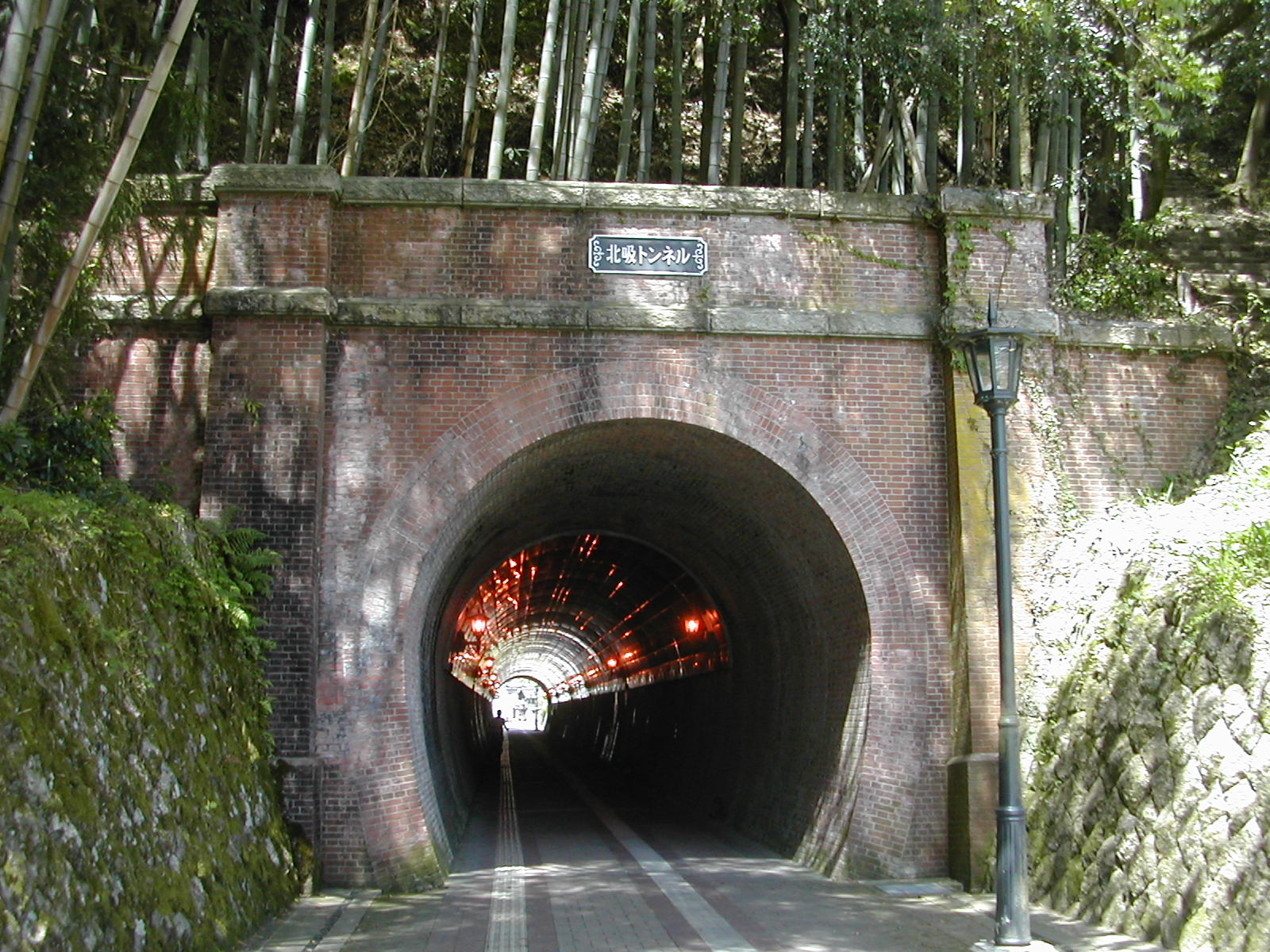
北吸トンネル

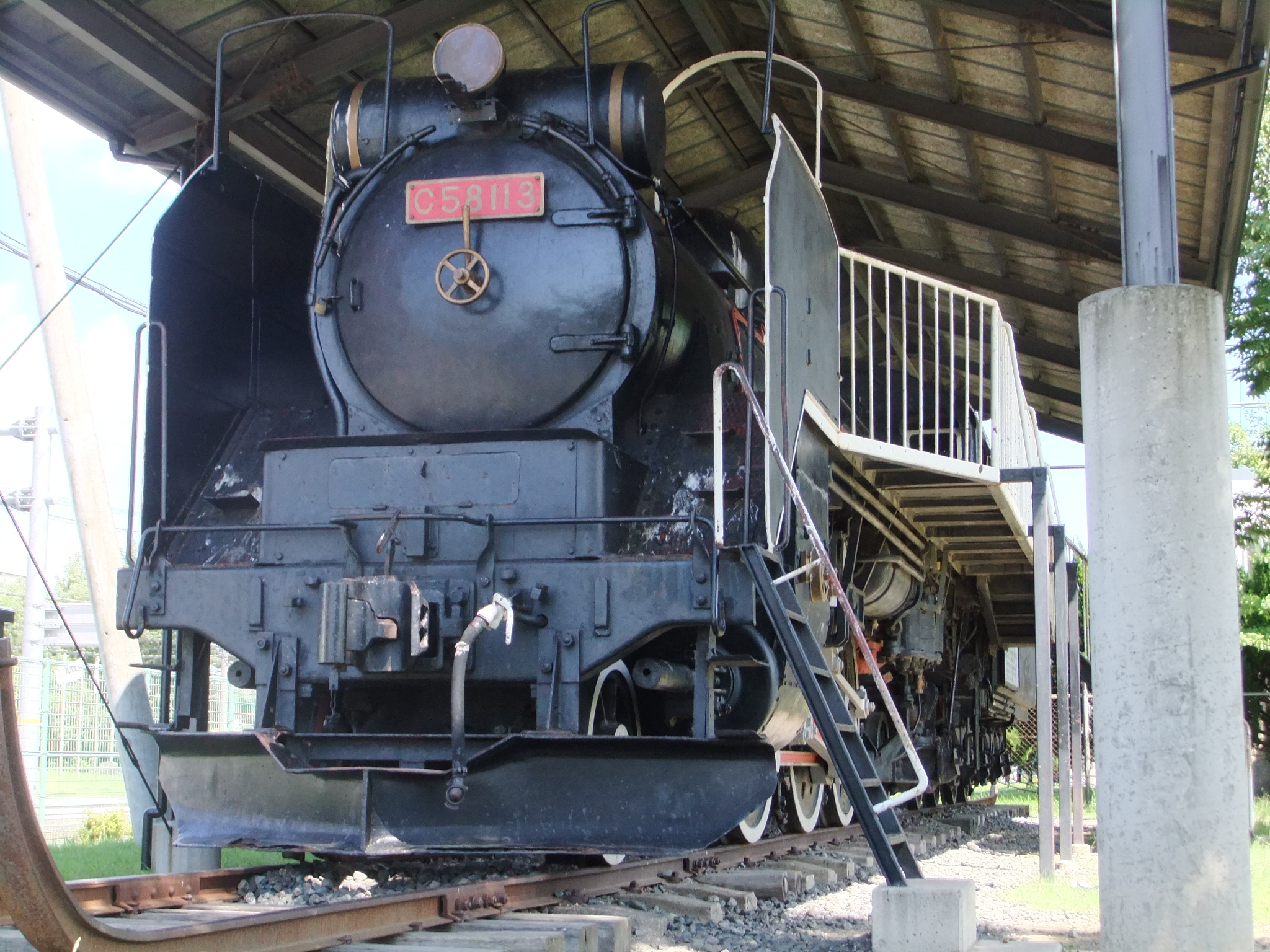
中舞鶴駅跡に保存されたC58 113

中舞鶴線（なかまいづるせん）は、日本国有鉄道（国鉄）が運営していた鉄道路線の通称。線路名称上は舞鶴線の支線であった。
京都府舞鶴市にある舞鶴線東舞鶴駅からスイッチバックして入線し、同市の中舞鶴駅までを結ぶ路線であった。中舞鶴線の建設目的は、舞鶴鎮守府の兵員ならびに軍需資材の輸送を主な使命とし、舞鶴港線とともに国策として建設され、1919年（大正8年）に鉄道院線として営業を開始した。
戦後も特殊貨物輸送で賑わいを見せたが、その後に国道27号が整備され、輸送量は減少、国鉄も鉄道の使命は終わったものとし、1972年（昭和47年）に廃止された。廃止当時の営業係数は934だった。

## 路線データ
- 区間（営業キロ）：東舞鶴 - 中舞鶴(3.4km)
- 駅数：3駅（起終点駅含む）
- 複線区間：なし（全線単線）
- 電化方式：なし（全線非電化）
- 閉塞方式：タブレット閉塞式（全線1閉塞）

## 歴史
- 1904年（明治37年） - 軍港引き込み線として開設。
- 1919年（大正8年）7月21日 - 新舞鶴 - 中舞鶴間 (2.1M) が鉄道院線として開業。東門駅、中舞鶴駅開業[1]。
- 1930年（昭和5年）4月1日 - 営業キロの単位をマイルからメートルに変更（2.1M → 3.4km）。
- 1939年（昭和14年）6月1日 - 新舞鶴駅を東舞鶴駅に改称[2]。
- 1946年（昭和21年）9月1日 - 東門駅を北吸駅に改称[3]。
- 1972年（昭和47年）11月1日 - 全線廃止[4]。

## 駅一覧
括弧内は起点からの営業キロ。
東舞鶴駅 (0.0km) - 北吸駅 (1.6km) - 中舞鶴駅 (3.4km)

## 接続路線
- 東舞鶴駅：舞鶴線（本線）・小浜線

## 車両
旅客列車では福知山機関区（現・福知山運転所）所属のキハ17形気動車2両編成が使用され、宮津線と共通運用が組まれていた。
貨物列車では西舞鶴機関区（現・WILLER TRAINS西舞鶴運転区）所属のC12形蒸気機関車が貨物列車を牽引していた。

## 廃止後の状況
廃線跡のうち、舞鶴共済病院前から国道27号との合流地点（舞鶴市役所前付近）までの間は、舞鶴市道北吸桃山線（自転車歩行者専用道路）として整備され、多くの市民に親しまれている。またこの区間内（東舞鶴 - 北吸間）にある北吸隧道（トンネル）は1904年（明治37年）に作られたもので、夜間はレトロな照明が当てられる。2002年（平成14年）には国の登録有形文化財に登録されている。
国道27号との合流地点（北吸駅跡付近）から終点の中舞鶴までの線路跡は国道27号の拡幅用地として転用されたため直接の痕跡はないが、中舞鶴駅跡の一部は記念公園として整備され、蒸気機関車C58形113号機が展示されている。
なお、舞鶴市役所に隣接する赤レンガ倉庫群内にある「まいづる知恵倉」では、入換用のディーゼル機関車や中舞鶴線（昭和40年頃）の模型などが展示されている。